# Colledimezzo
Colledimezzo is een gemeente in de Italiaanse provincie Chieti (regio Abruzzen) en telt 568 inwoners (31-12-2004). De oppervlakte bedraagt 11,1 km², de bevolkingsdichtheid is 53 inwoners per km².

## Demografie
Colledimezzo telt ongeveer 255 huishoudens. Het aantal inwoners daalde in de periode 1991-2001 met 5,7% volgens cijfers uit de tienjaarlijkse volkstellingen van ISTAT.
| Jaar | Inwoneraantal |
| ---- | ------------- |
| 1991 | 628           |
| 2001 | 592           |

## Geografie
De gemeente ligt op ongeveer 425 m boven zeeniveau.
Colledimezzo grenst aan de volgende gemeenten: Atessa, Montazzoli, Monteferrante, Pietraferrazzana en Villa Santa Maria.

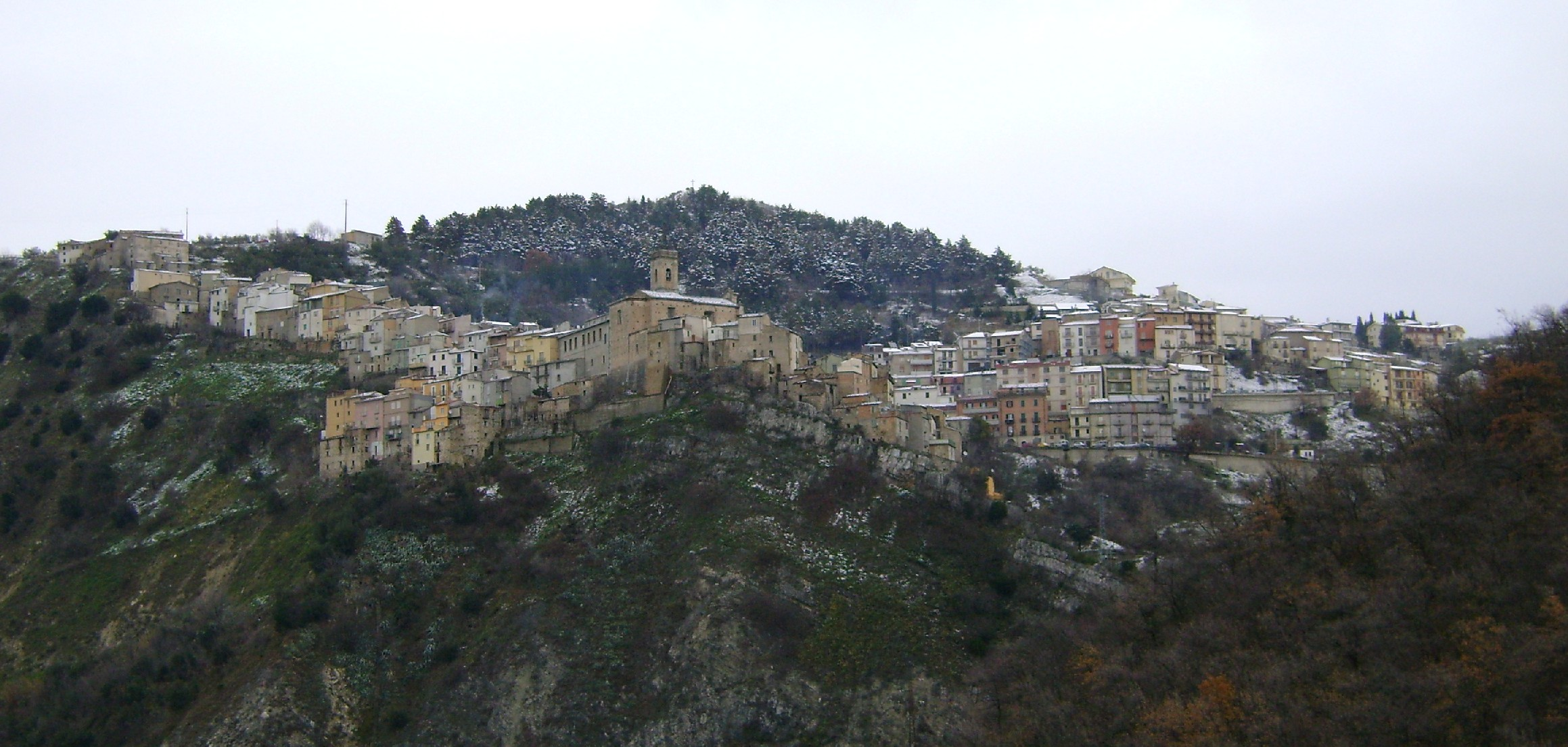
Colledimezzo